# Kilikia Futbolayin Akumb
El Kilikia Futbolayin Akumb (en armeni Կիլիկիա Ֆուտբոլային Ակումբ) fou un club de futbol armeni de la ciutat d'Erevan.

## Història
El Kilikia nasqué l'any 1992. Aquest mateix any fou dotzè classificat al campionat armeni. El 1993 es fusionà amb el Malatia Erevan esdevenint Malatiya-Kilikiya Erevan. La fusió només durà un any, ja que el club baixà a la First League (Segona Divisió). El 1994, ambdós clubs se separaren i acabaren desapareixent.
De forma paral·lela, existia un altre club anomenat Homenetmen (Հ.Մ.Ը.Մ), que fou campió armeni (títol compartit amb el Shirak Gyumri) l'any 1992. El 1995 es convertí en FC Pyunik (no confondre amb el club posterior del mateix nom: FC Pyunik Erevan), club que guanyà dos nous campionats el 1995 i 1996. El 1997 renasqué el Kilikiya FC, i dos anys més tard ingressà a la lliga armènia de futbol en adquirir els drets del FC Pyunik, que havia desaparegut per problemes econòmics. L'any 2001 descendí en no fer efectiva la quota d'ingrés al campionat. Tornà a ascendir el 2003, finalitzant sisè i cinquè a la lliga, assolint la classificació per la Copa Intertoto el 2006. El 2011 abandonà la competició per problemes econòmics, acabant desapareixent.

## Palmarès
- Lliga armènia de futbol:
  - 1992, 1995-96, 1996-97
- Copa armènia de futbol:
  - 1996
- Supercopa armènia de futbol:
  - 1998